# Bridge of Light
„Bridge of Light” – to pop-rockowy utwór amerykańskiej piosenkarki Pink wydany 2 grudnia 2011 roku przez wytwórnię Sony Music. Utwór został napisany przez Pink oraz Billy'ego Manna, który zajął się też jego produkcją. Singel znalazł się na ścieżce dźwiękowej do filmu Happy Feet: Tupot małych stóp 2. Utwór znalazł się w pierwszej dziesiątce na liście przebojów w Austrii, Niemczech oraz Szwajcarii.

## Notowania
| Lista (2012)                            | Najwyższa pozycja |
| --------------------------------------- | ----------------- |
| Australia (Top 50 Singles)              | 26                |
| Austria (Ö3 Austria Top 40)             | 7                 |
| Belgia (Flandria) (Ultratop 50 Singles) | 3                 |
| Niemcy (Top 100 Singles)                | 8                 |
| Szwajcaria (Singles Top 100)            | 8                 |